# Lux in tenebris

„Lux in tenebris“' von Evelyn De Morgan

Der Ausdruck lux in tenebris, lateinisch für Licht in der Finsternis, ist Teil des Satzes „et lux in tenebris lucet et tenebrae eam non comprehenderunt“ im Johannes-Evangelium in der lateinischen Bibelübersetzung der Vulgata, der so viel bedeutet wie „Das Licht scheint in der Finsternis, und die Finsternis hat es nicht begriffen“. (Joh 1,5 )
Der Ausdruck wird als Titel zahlreicher geheimer Lehrschriften des 16. und 17. Jahrhunderts verwendet: Die Philosophen der Epoche der Aufklärung verwendeten Licht und Finsternis als Metaphern für den Vernunftgebrauch und sein Fehlen.
1657 veröffentlichte Comenius unter diesem Titel die Übersetzung der Prophezeiungen von Christoph Kotter, Mikuláš Drabík und Christine Poniatovska, die Aufforderungen zum Kampf gegen die Habsburger und gegen den Katholizismus enthalten.
- Lux in Tenebris, ein Werk von Helge Burggrabe
- Lux in Tenebris, ein Einakter von Bertolt Brecht
- Er war das Motto des ehemaligen britischen Protektorats Njassaland.